# Cryphia impar
Cryphia impar là một loài bướm đêm trong họ Noctuidae.